# یوترن (بانکداری)
یوترن، به‌طور کلی، یک تراکنش مالی ممنوع است که توسط بانکی در کشور A (به عنوان مثال ایالات متحده آمریکا) به سود بانک در کشور B (به عنوان مثال: ایران) از طریق بانک‌های خارج از کشور (به عنوان مثال سوئیس) انجام می‌شود. این روزنه توسط بانک‌های ایرانی برای جلوگیری از تحریم‌های ایالات متحده برای معاملات خود با دلار آمریکا استفاده می‌شود. عبارت "یوترن" به این دلیل به آن گفته می‌شود که وجوه به یک بانک آمریکایی منتقل می‌شود و بلافاصله به عنوان دلار به یک بانک اروپایی برگردانده می‌شود.
وزارت خزانه داری آمریکا از ۱۰ نوامبر ۲۰۰۸ مجوز چنین تراکنش‌هایی را برای ایران لغو کرده‌است. این وزارتخانه دلیل این امر را صدور بیانیه چهارم FATF در اکتبر ۲۰۰۸ مبنی بر وجود تهدید جدی نظام مالی بین‌المللی از جانب ایران و فراخوان آن نهاد به تحکیم تدابیر کشورهای جهان برای حفاظت از بخش مالی خود در برابر این تهدید اعلام کرد. بدین ترتیب هیچ بانک خصوصی یا دولتی ایرانی از جمله بانک مرکزی این کشور قادر نیستند در هیچ نهاد مالی آمریکایی انتقال پول به صورت یوترن را انجام‌دهند.
از سال ۱۹۹۶ با تصویب قانون تحریم‌های ایران و لیبی، تحریم‌های ثانویه علیه ایران برای اولین بار وضع شد و ایران را از دسترسی مستقیم به نظام مالی ایالات متحده محروم  کرد، اما اعمال آن چندان سختگیرانه نبود و عده زیادی آن را نقض نمی‌کردند. استثنایی اجازه می‌داد تراکنش‌های ایران با دلار آمریکا مادامی که پرداخت خارج از آمریکا از یک بانک خارجی غیرایرانی نشات گرفته باشد و فقط از نظام مالی آمریکا عبور کند توسط بانک‌های آمریکایی پردازش شود. بدین ترتیب ایران امکان می‌یافت پول فروش نفت از بانک‌های خارجی را به دلار دریافت کند. با وجود این استثنا بانک‌های بزرگ ایران تحت تحریم قرار داشتند و معامله به دلار آمریکا برای ایران دشوار بود. تا این که در سال ۲۰۰۸، آمریکا استثنای یوترن را لغو کرد و بدین ترتیب طرفین دیگر نمی‌توانستند با ایران با دلار آمریکا معامله کنند. پس از توافق برجام و لغو تحریم‌ها، به دلیل ادامه یافتن ممنوعیت استفاده از دلار در معاملات حتی در شرایطی که طرف آمریکایی نیز در معامله حضور نداشت، منفعت‌های اقتصادی آن‌گونه که پیش‌بینی می‌شد محقق نشد. بانک مستقر در بریتانیای استاندارد چارترد در سال ۲۰۱۲ بابت نقض مقررات یوترن ۶۷۴ میلیون دلار به مقررات گذاران آمریکایی جریمه پرداخت‌کرد.